# Cumanotus
Cumanotus is een geslacht van weekdieren uit de klasse van de Gastropoda (slakken).

## Soorten
- Cumanotus beaumonti (Eliot, 1906) = Goudstipje
- Cumanotus cuenoti Pruvot-Fol, 1948
- Cumanotus fernaldi Thompson & Brown, 1984